# Слободской Христорождественский монастырь
Слободско́й Христорожде́ственский монасты́рь (Христорождественский Богородичный девичий монастырь, Спасский монастырь) — женский монастырь в городе Слободском Кировской области, Россия. Принадлежал Вятской епархии.

## История
Слободской Спасский девичий монастырь, предшественник Христорождественского, был основан по царской грамоте 1671/72 г. В 1764 году в ходе секуляризации был упразднён, его старицы были переведены в Уфимский Христорождественский монастырь. В 1775 году монахини были переведены обратно в г. Слободской. Ежегодно 11 мая совершался крестный ход из монастыря по городу. При монастыре было две школы — одноклассная и двухклассная, богадельня, больница, свечной завод и мастерские: столярная, иконописная, рукодельная и чулочная.

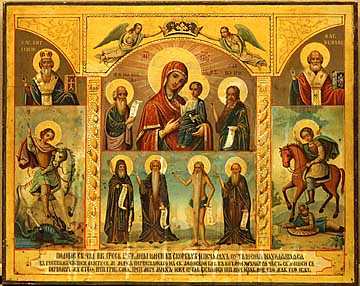
Икона Богородицы «В скорбех и печалех Утешение»

Главной святыней монастыря была чудотворная икона Божией Матери «В скорбех и печалех Утешение». Первоначально икона находилась в Андреевском скиту на Афоне. В 1863 году в Слободской прибыл с Афона для сбора пожертвований иеромонах Паисий и привёз с собой эту икону, которая была поставлена в Христорождественском монастыре. 18-летний иконописец Владимир Неволин в детстве онемел и, несмотря на лечение, язык болящего в течение шести лет оставался без движения. Узнав о привезенной с Афона святыне, юноша отслужил перед ней молебен, после чего к нему вернулся дар речи. Слава о чудотворном образе разнеслась по всему городу. Образ перенесли в Вятку, где он находился до мая 1864 года. В честь этой иконы в Вятском Преображенском девичьем монастыре в 1883 году был воздвигнут храм (здание сохранилось). Затем образ был перенесён в Санкт-Петербург на подворье Афонского Свято-Андреевского скита, где в его честь также была освящена церковь. После закрытия подворья в 1933 году святыня исчезла. В самом же Слободском исцеленным живописцем Владимиром Неволиным с чудотворного образа был сделан точный список и помещён в Христорождественском монастыре.
С началом революции с 1918 года монастырь подвергся гонениям. Была закрыта школа-приют, часть территории заняла военная часть, солдаты всячески преследовали монахинь и те постепенно расходились по своим прежним семьям, некоторые вышли замуж. Последнее предсказал местный юродивый Власушка (Ананий), принеся как-то к воротам монастыря детские люльки. После закрытия уцелевшие монахини какое-то время ещё проживали совместно где-то в городе, собирались, оказывали помощь раненым во время войны. В 40-х годах на территории монастыря работала школа подготовки разведки. В настоящее время монастырь восстанавливается, в планах видится освобождение его от военных складов и полноценное в будущем существование.

## Настоятели (годы упоминания)
- Пульхерия (Сазонова), игумения (1850—1873)
- Кирилла (Коршунова), настоятельница (с 1999)
- Феодосия (Дьячкова), игуменья ( с 27 апреля 2013 года)[источник не указан 3153 дня]